# Piaractus brachypomus
Piaractus brachypomus (Cuvier, 1818), noto anche con il nome brasiliano di pirapatinga è un pesce osseo appartenente alla famiglia Characidae.

## Distribuzione e habitat
L'areale della specie comprende i bacini del Rio delle Amazzoni e dell'Orinoco. È stato introdotto in numerosi paesi tropicali dell'Asia dove si è acclimatato molto bene.

## Descrizione
Lunghezza: le dimensioni massime sono 88 cm di lunghezza per 25 kg di peso, queste caratteristiche lo rendono uno dei caracidi più grandi.
L'aspetto di questi pesci è simile a quello degli altri Serrasalminae, piuttosto alto e compresso ai fianchi. La sagoma è all'incirca romboidale.
La bocca non è grande ma è armata di denti robusti che possono ferire in maniera grave. Il corpo è argenteo talvolta con piccole macchie scure. 
Gli esemplari giovani sono molto simili al Pygocentrus nattereri.

## Riproduzione
La fecondazione è esterna e le uova vengono abbandonate una volta fecondate.

## Alimentazione
Onnivoro. Si nutre di materiale vegetale.

## Pesca
È oggetto di pesca professionale e di itticoltura e nell'area amazzonica è uno dei più importanti pesci commerciali.

## Acquariofilia
Solo i giovani esemplari possono essere allevati nei comuni acquari domestici. Va tenuto presente che l'accrescimento di questi pesci è piuttosto rapido.